# The Pink Panther
The Pink Panther (De roze panter) is een filmserie van de Amerikaanse filmregisseur en scenarist Blake Edwards, waarin onder anderen Peter Sellers de rol van de Franse detective inspecteur Jacques Clouseau speelde. In totaal zijn er elf films gemaakt, met vier verschillende acteurs in de rol van Clouseau. De serie liep van 1963 tot en met 2009. Heel bekend is ook de soundtrack, gecomponeerd door Henry Mancini.
Ondanks het gebruik ervan in de titels van de meeste films, verwijst The Pink Panther niet naar het hoofdpersonage Clouseau, maar naar een grote waardevolle (fictieve) diamant, die in de eerste film wordt gestolen en daarna regelmatig als thema terugkeert. Wie deze diamant van dichtbij bekijkt, ziet iets dat lijkt op een springende roze panter. Dit wordt uitgelegd aan het begin van de eerste film.
Alle films hebben een geanimeerde openingsscène gemaakt door DePatie-Freleng op de muziek van Henry Mancini, waarin steeds een roze panter te zien is. Deze panter kreeg later zijn eigen serie animatiefilms en werd ook enigszins bekend als stripfiguur. De enige films waar het openingsfilmpje ontbreekt zijn A Shot in the Dark en Inspector Clouseau.

## Films
De bekendste Pink Panther-films zijn die waarin Peter Sellers de rol van Jacques Clouseau op zich neemt, geregisseerd door Blake Edwards met het thema van Henry Mancini. In de geanimeerde openingsclipjes van deze films is naast de panter ook "the Phantom" te zien tijdens de diefstal waar de plot van de eerste film om draait.
De diamant komt slechts voor in zes van de elf films in de serie: The Pink Panther, The Return of the Pink Panther, Trail of the Pink Panther, Curse of the Pink Panther, The Pink Panther (2006) en The Pink Panther 2. Toch werd de titel in de (meeste) andere films ook gebruikt, dit omdat het begrip Pink Panther geheel versmolten was geraakt met het personage van Inspector Clouseau.
In de tweede film, A Shot in the Dark, zou Inspector Clouseau oorspronkelijk helemaal niet voorkomen. Het is ook de enige film in de serie waarin zowel de diamant als het geanimeerde clipje niet voorkomen. Toch noemen vele critici juist dit deel als het beste van de hele serie.
In de eerste Pink Panther-film lag het accent op de rol van David Niven, Sir Charles Lytton, de juwelendief "the Phantom" en zijn plan om de Pink Panther-diamant te stelen. Inspector Clouseau speelde slechts een bijrol als Lyttons incompetente tegenstander die alleen zorgde voor comic relief. Door de populariteit van Clouseau werd deze echter hoofdrolspeler in de volgende films, waarin de nadruk ook wat meer naar het komische gedeelte verschoof.
In 2009 zijn er elf Pink Pantherfilms gemaakt. Allemaal, op twee na, hebben ze "Pink Panther" in de titel:
| Titel                          | Jaar | Opmerkingen |
| ------------------------------ | ---- | --- |
| The Pink Panther               | 1963 | Hoewel deze film aanvankelijk bedoeld was als het begin van een serie met David Niven in de hoofdrol, bleek Peter Sellers als Inspector Clouseau zo populair dat de rest van de serie met hem in de hoofdrol werd gemaakt. |
| A Shot in the Dark             | 1964 | Drie maanden na The Pink Panther uitgegeven. Clouseau komt terug om een moord te onderzoeken. Deze film bevat ook het eerste optreden van zowel Herbert Lom als Dreyfus als Burt Kwouk als Cato. |
| Inspector Clouseau             | 1968 | In deze film speelt Alan Arkin de rol van Clouseau. Verder bevat de film geen van de andere standaard personages (Dreyfus, Cato, Phantom). Ook de muziek van Henry Mancini en de regie van Blake Edwards ontbreken. |
| The Return of the Pink Panther | 1975 | De terugkeer van de "Pink Panther" diamant en Peter Sellers als Clouseau. Ook Sir Charles Lytton komt weer terug, nu gespeeld door Christopher Plummer. |
| The Pink Panther Strikes Again | 1976 | Dreyfus' waanzin bereikt een hoogtepunt. Hij probeert nu de rest van de wereld te chanteren om Clouseau te vermoorden. Deze film werd erg succesvol. |
| Revenge of the Pink Panther    | 1978 | Opvolger van The Return. Dreyfus is weer terug als chef na genezen verklaard te zijn door zijn psychiater. |
| Romance of the Pink Panther    | 1980 | Omdat Sellers midden in de opnames voor deze film plotseling overleed, is de film nooit uitgekomen. Er zijn twee verschillende scenario's geschreven. |
| Trail of the Pink Panther      | 1982 | Bevat Peter Sellers als Clouseau, geknipt uit verwijderde scènes van Strikes Again. Bedoeld als eerbetoon aan Sellers. Na uitgave klaagde diens weduwe de makers echter aan omdat ze de laatste herinnering aan haar man zouden bezoedelen. Ze won de rechtszaak. David Niven keert terug in zijn originele rol.                           |
| Curse of the Pink Panther      | 1983 | Zowel Clouseau als de diamant die vermist raakten in Trail worden gezocht door detective Clifton Sleigh (Ted Wass). Clouseau keert terug in de persoon van Roger Moore na plastische chirurgie te hebben ondergaan om zijn identiteit te veranderen. Bedoeld als begin van een serie met Sleigh. Die plannen zijn echter nooit doorgegaan. |
| Son of the Pink Panther        | 1993 | Een probeersel van Roberto Benigni om de serie nieuw leven in te blazen met Jacques Clouseaus zoon van Maria Gambrelli (verdachte in A Shot in the Dark). Veel acteurs uit de eerdere delen keren terug. Met deze film werd het tijdperk van Blake Edwards afgesloten.                                                                     |
| The Pink Panther               | 2006 | Een herstart van de serie met Steve Martin als Clouseau en Kevin Kline in de rol van Dreyfus. Het is geen remake van het eerste deel, maar gewoon een nieuw begin voor een serie voor een nieuwe generatie. |
| The Pink Panther Deux          | 2009 | De opvolger van The Pink Panther uit 2006. Steve Martin speelt hier voor de tweede keer Clouseau, dit keer met John Cleese als Dreyfus. |

Er waren plannen een televisieserie te maken over Inspector Clouseau, maar Blake Edwards overtuigde de productiemaatschappij eerst een film uit te brengen om te kijken of het wel succesvol zou zijn. Dat bleek het geval, The Return of the Pink Panther was de meest succesvolle van alle in 1975 uitgebrachte films.
Ook al is hij officieel, de film Inspector Clouseau wordt niet beschouwd als deel van de serie, vanwege het ontbreken van Sellers en Edwards.

## Personages

### Inspecteur Clouseau
Jacques Clouseau is een simpele politieagent die zichzelf ziet als een briljant detective, een genie. Hij spreekt Engels met een belachelijk Frans accent, een onderdeel van vele grappen. Er wordt gezegd dat het beeld van de incompetente Clouseau het algemene beeld is dat Engelsen van Fransen hebben.
Peter Sellers, de acteur die de rol van Clouseau speelde, dacht dat Clouseau diep van binnen wel wist wat voor clown hij was, maar dat hij gewoon een enorme overlevingsdrang had. Zijn domme geluk redde hem meestal uit lastige situaties. In The Pink Panther Strikes Again worden huurmoordenaars uit de hele wereld ingehuurd om Clouseau te vermoorden. Dat mislukt steeds doordat die bijvoorbeeld bukt om zijn schoenveters te strikken, precies op het goede moment zodat de moordenaars elkaar uitschakelen. In Trail of the Pink Panther zien we in een flashback dat Clouseau in het Franse verzet zat tijdens de Tweede Wereldoorlog, waarmee maar weer duidelijk wordt dat Clouseau alles overleeft, ondanks zijn onhandigheid.
De rol was oorspronkelijk bedoeld voor Sellers, maar is ook gespeeld door Alan Arkin (Inspector Clouseau), Roger Moore (Curse of the Pink Panther) en Steve Martin (Pink Panther 2006). In Trail of the Pink Panther sprak Rich Little de stem in van Clouseau, als imitatie van Sellers.

### Charles Dreyfus
Clouseau's chef, Charles Dreyfus werd geïntroduceerd in A Shot in the Dark, in de rang van commissaris. In de verdere films wordt hij steeds moorddadiger ten opzichte van Clouseau om diens domheid. In The Return of the Pink Panther is Dreyfus gepromoveerd naar Hoofdinspecteur (Chief Inspector), voordat hij gek wordt aan het eind van de film, die eindigt met Dreyfus in een dwangbuis die op de muur van zijn cel "Kill Clouseau" schrijft met zijn tenen. In The Pink Panther Strikes Again breekt Dreyfus weer uit het gekkenhuis, waarna hij een wetenschapper ontvoert, die hij dwingt een desintegrator te maken. Dit apparaat wordt gebruikt om de rest van de wereld te chanteren, die hun huurmoordenaars in moeten zetten om Clouseau te vermoorden. Aan het einde van die film lijkt Dreyfus opnieuw in te storten (en te verdwijnen door zijn eigen verdwijningswapen), maar in Revenge of the Pink Panther en Trail of the Pink Panther is hij, zonder reden, weer terug in zijn rang van Hoofdinspecteur. 
In Curse of the Pink Panther probeert hij ondanks mislukking toch de opvolger van Clouseau, inspecteur Clifton Sleigh te vermoorden.
In Son of the Pink Panther heeft Dreyfus te maken met Clouseau's even domme zoon Jacques Gambrelli. Vergeleken met zijn behandeling van Clouseau, accepteert Dreyfus Gambrelli wat meer. Aan het eind van die film wordt hij zelfs ter huwelijk gevraagd door de moeder van Jacques.
In de herstart van de serie in 2006 gebruikt Dreyfus Clouseau als dekmantel, terwijl hij zelf probeert de misdaad op te lossen. Dreyfus ziet Clouseau als een grote idioot en probeert hem niet (zoals in het verleden) te vermoorden. Clouseau valt Dreyfus slechts een keer aan, als hij hem aanziet voor een inbreker. Aan het einde van de film wordt Dreyfus per ongeluk achter Clouseau's auto aangesleept, waardoor hij in het ziekenhuis belandt. In De The Pink Panther Deux eindigt het dat Clouseau gaat trouwen met Nicole. Maar de ceremonie eindigt in een complete chaos, wanneer de bewakingscamera wordt vernietigd door de fles champagne die Dreyfus opent en het Militaire Team  binnenvalt.
Dreyfus werd in Blake Edwards' films gespeeld door Herbert Lom. In 2006 was het Kevin Kline die de rol speelde. In het vervolg hierop uit 2009 speelt John Cleese de rol van Hoofdinspecteur.

### Cato Fong
Cato is Clouseaus butler, en een expert in oorlogstuigen. Het is onduidelijk of hij Clouseau beschouwt als een groots detective, of dat hij eigenlijk de draak met hem steekt. Het is een running gag dat hij door Clouseau is geïnstrueerd steeds onverwachts aan te vallen, om Clouseau scherp en alert te houden. Als ze tijdens zo'n aanval gestoord worden, bijvoorbeeld door de telefoon, stopt Cato met zijn rol als aanvaller, en valt hij weer terug in de rol van butler. In latere films helpt Cato Clouseau in sommige zaken, zoals in Hongkong. Om niet op te vallen draagt hij hier een bril. Hierdoor loopt hij echter vaak tegen dingen aan, vanwege zijn verminderd zicht.
Eerst lijkt Cato precies te passen in het Chinese stereotype, omdat hij spreekt in gebroken Engels. In Revenge of the Pink Panther blijkt hij echter ineens zeer goed Engels te spreken. Tussen hem en Clouseau bestaat een haat-liefdeverhouding, voor Cato wat meer neigend naar de haat-kant.
In Revenge, wanneer Cato gelooft dat zijn meester dood is, heeft hij een bordeel in Clouseaus appartement. Het wachtwoord om daar binnen te komen, is claimen Inspector Clouseau te zijn. Dit leidde tot een humoristische scène, waarin de echte Clouseau ineens aankomt. Cato opende een museum in Curse of the Pink Panther. Dit museum bevat alle vermommingen die de inspecteur al die jaren heeft gedragen. De keuze van een bordeel kan suggereren dat Cato niet helemaal eerlijk is, en uit is op geld. Toch is hij erg loyaal aan Clouseau.
Cato werd gespeeld door Burt Kwouk. Er werd ook aangenomen dat hij een rol zou spelen in 2006, maar hij werd gepasseerd, de rol werd aangeboden aan Jackie Chan. Uiteindelijk werd het personage helemaal geschrapt, omdat gevreesd werd dat het stereotype Cato als beledigend zou worden opgevat. Cato werd vervangen door gendarme Gilbert Ponton, aangenomen door Dreyfus om Clouseau in de gaten te houden. In dit geval valt Clouseau Ponton soms onverwacht aan, net als Cato en Clouseau eerder. In de nieuwe film wint Ponton echter altijd, terwijl in de gevechten met Cato deze vaak verloor. Ook waren de gevechten langer en werd er meer vernield.

### Sergeant François Chevalier
François is de assistent van Dreyfus. Hij observeert zijn baas en diens gesprekken met Clouseau, maar lijkt zich niet te storen aan de emoties die daarbij los komen. André Maranne, een Franse acteur speelde François in zes Pantherfilms. Later wordt hij de assistent van Clouseau.

### The Phantom
"The Phantom" (het spook) is een juwelendief en de tegenstander van Clouseau in verschillende films. In het gewone leven staat hij bekend als Sir Charles Lytton. In de eerste film werd hij gespeeld door David Niven. In The Return of the Pink Panther speelde Christopher Plummer de rol. In latere films had hij cameo's, opnieuw gespeeld door een, inmiddels verouderde, Niven. Zijn stem in die films is echter die van Rich Little.

## Opbrengsten
| Film                           | Datum van uitgave | Opbrengsten  |
| ------------------------------ | ----------------- | ------------ |
| The Pink Panther               | 20 maart 1964     | $10.878.107  |
| A Shot in the Dark             | 23 juni 1964      | $12.368.234  |
| Inspector Clouseau             | 19 juli 1968      | ??????       |
| Return of the Pink Panther     | 21 mei 1975       | $41.833.347  |
| The Pink Panther Strikes Again | 15 december 1976  | $33.833.201  |
| Revenge of the Pink Panther    | 19 juli 1978      | $49.579.269  |
| Trail of the Pink Panther      | 17 december 1982  | $9.056.073   |
| Curse of the Pink Panther      | 12 augustus 1983  | $4.491.986   |
| Son of the Pink Panther        | 27 augustus 1993  | $2.438.031   |
| The Pink Panther               | 10 februari 2006  | $82.226.474  |
| The Pink Panther Deux          | 13 februari 2009  | $35.922.978  |
| Pink Panther gehele serie      |                   | $282.627.700 |

- Enkel de opbrengsten binnen de Verenigde Staten zijn meegerekend.

## Tekenfilm
De openingsscène van de eerste film uit 1963 was zo'n succes bij United Artists, dat die besloten er een geheel aparte serie over te maken. De eerste korte animatiefilm uit 1964, Pink Phink won de Academy Award voor beste korte animatiefilm. Eind jaren 60 werden de cartoons uitgezonden op zaterdagmorgen. De nieuwe filmpjes werden gemaakt voor zowel televisie en bioscoop. De geanimeerde Pink Panther verschijnt ook in computerspellen en advertenties van verschillende bedrijven.